# Le Donjon
Le Donjon é uma comuna francesa na região administrativa de Auvérnia-Ródano-Alpes, no departamento Allier. Estende-se por uma área de 37 km². Em 2010 a comuna tinha 1 093 habitantes (densidade: 29,5 hab./km²).